# Stazione di Guazzolo
La stazione di Guazzolo era una fermata ferroviaria posta sulla linea Castagnole-Asti-Mortara che fino al 2003 serviva il centro abitato di Guazzolo, frazione del comune di Castelletto Merli.

## Storia
La fermata fu inaugurata il 12 luglio 1870 contestualmente all'apertura della ferrovia Castagnole-Asti-Mortara, il cui esercizio fu ceduto dallo Stato alla Società per le Ferrovie dell'Alta Italia (SFAI) in virtù della legge di riforma del 1865 nel frattempo intervenuta.
In base alla legge "Baccarini" del 27 aprile 1885, la concessione fu trasferita in tale anno alla Società per le Strade Ferrate del Mediterraneo, con servizi eserciti dalla Rete Mediterranea, per poi passare nel 1905 alle neocostituite Ferrovie dello Stato.
Passato in gestione nel 2001 a Rete Ferroviaria Italiana con il resto della linea, l'impianto fu soppresso nel 2003, assieme a quasi tutte le località della linea abilitate al servizio viaggiatori. Sette anni dopo il servizio fu interrotto tra Asti e Mortara, a causa di cedimenti strutturali della galleria presso Ozzano Monferrato, anticipando la chiusura dell'intera linea.